# 棕色大剑水蚤
棕色大剑水蚤（学名：Macrocyclops fuscus）为剑水蚤科大剑水蚤属的动物。分布于俄罗斯、蒙古、日本、印度尼西亚、德国、法国、波兰、英国、瑞典、非洲北部及南、北美洲以及中国大陆的福建、四川、江苏、湖北、新疆等地，属于底栖性种类。其常见于湖泊的沿岸带及沼泽等不同类型的水域中。